# Cadiz (Kentucky)
Pour les articles homonymes, voir Cadiz.
La ville de Cadiz est le siège du comté de Trigg, dans l’État du Kentucky, aux États-Unis. Elle comptait 2 373 habitants lors du recensement de 2000.

## Presse
Le journal local est le Cadiz Record.

## Source
- (en) Cet article est partiellement ou en totalité issu de l’article de Wikipédia en anglais intitulé « Cadiz, Kentucky » (voir la liste des auteurs).